# جنیفر هالیدی
جنیفر هالیدی (انگلیسی: Jennifer Holliday؛ زادهٔ ۱۹ اکتبر ۱۹۶۰) یک بازیگر و خواننده اهل ایالات متحده آمریکا است. وی از سال ۱۹۸۰ میلادی تاکنون مشغول فعالیت بوده است.